# Кудро, Анри
Анри Анатоль Кудро (фр. Henri Anatole Coudreau; 16 ноября 1859, Соннак, Франция — 10 ноября 1899, Пара, Бразилия) — французский путешественник, муж Октавии Кудро.

## Биография
В 1883—1885 и в 1887—1891 годах Кудро совершил путешествие с научной целью по Французской Гвиане (ныне — Гвиана). С 1895 года занимался исследованием бассейна реки Амазонки, впоследствии стал сторонником независимости Амазонии. Кудро предложил свою помощь правительству Бразилии в споре с Францией за территорию Гвианы, которая завершилась в 1900 году решением Швейцарского арбитражного суда установить новую линию границы.
Женившись на Октавии Ренар, отправился в очередную экспедицию в Амазонию, в ходе которой 10 ноября 1899 года умер от малярийной лихорадки на руках у супруги. С помощью попутчиков Октавия изготовила гроб из досок лодки и вырыла могилу на мысе с видом на озеро Тапажем. После смерти мужа Октавия Кудро продолжила его исследовательские работы и смогла организовать перенос останков в Ангулем во Франции.

## Публикации
Кудро напечатал:
- «La France équinoctiale» (с атласом, II., 1886—1887);
- «Chez nos indiens» (П., 1893);
- «L’Etat de Para» (1897);
- «Voyage au Tapajoz» (1897);
- «Voyage entre Tocantins et le Xingu» (1899);
- «Voyage au Yamundà» (1899).

Его жена издала после его смерти описание их последнего совместного путешествия «Voyage au Trombetas 1899» (1900) и продолжала исследования, описанные ею в ряде сочинений:
- «Voyage au Cumina. 1900» (1900),
- «Voyage au Rio Curua. 1900» (1903);
- «Voyage au Maycuru. 1902—03» (1903)
- и др.

## Образ в культуре
Анри Кудро упоминается в литературном произведении Луи Буссенара «Охотники за каучуком».